# Ménévillers
Ménévillers – miejscowość i gmina we Francji, w regionie Hauts-de-France, w departamencie Oise.
Według danych na rok 1990 gminę zamieszkiwało 61 osób, a gęstość zaludnienia wynosiła 13 osób/km² (wśród 2293 gmin Pikardii Ménévillers plasuje się na 936. miejscu pod względem liczby ludności, natomiast pod względem powierzchni na miejscu 905.).